# Leegebruch
Leegebruch település Németországban, azon belül Brandenburgban. Lakosainak száma 6940 fő (2023. december 31.). Leegebruch Velten, Hohen Neuendorf és Oranienburg községekkel határos.

## Népesség
A település népességének változása:
| Lakosok száma | 6785 | 6870 | 6943 | 6914 | 6940 |
|               | 2017 | 2019 | 2021 | 2022 | 2023 |